# Put Up or Shut Up
Put Up or Shut Up é o segundo  play da banda de pop punk All Time Low, lançado pela Hopeless Records, lançado em 26 de Julho de 2006 e produzido por Paul Leavitt e All Time Low.

## Faixas
Todas as letras escritas foram por Alexander William Gaskarth.
1. "Coffee Shop Soundtrack" – 3:01
2. "Break Out! Break Out! – 3:03
3. "The Girl's A Straight-Up Hustler" – 3:38
4. "Jasey Rae" – 3:39
5. "The Party Scene" – 2:57
6. "Running from Lions" – 3:01
7. "Lullabies" – 4:03

### iTunes Deluxe Edition
- "Coffee Shop Soundtrack" (Acústico Remix) – 3:53
- "Jasey Rae" (Acústico) – 3:34

## Integrantes
- Jack Barakat – Guitarra e backing vocals
- Rian Dawson – Bateria
- Alex Gaskarth – Vocal, Guitarra
- Zack Merrick – Baixo, backing vocals
- Matt Parsons – backing vocals
- Tyler DeYoung – backing vocals